# Goëngahuizen
Goëngahuizen est un village situé dans la commune néerlandaise de Smallingerland, dans la province de la Frise. Son nom en frison est Goaiïngahuzen. Le 1er janvier 2008, le village comptait 73 habitants.